# Returners
 (janvier 2023).
Si vous disposez d'ouvrages ou d'articles de référence ou si vous connaissez des sites web de qualité traitant du thème abordé ici, merci de compléter l'article en donnant les références utiles à sa vérifiabilité et en les liant à la section « Notes et références ».
Albums de The Ghost Inside
Fury and the Fallen Ones
(2008)
Singles
1. Unspoken
2. Chrono

Returners est le deuxième album du groupe américain de hardcore mélodique The Ghost Inside.

## Titres
Les onze titres de cet album sont :
| Returners | Returners                | Returners | Returners | Returners | Returners | Returners | Returners | Returners | Returners |
| No        | Titre                    | Durée     |           |           |           |           |           |           |           |
| --------- | ------------------------ | --------- | --------- | --------- | --------- | --------- | --------- | --------- | --------- |
| 1.        | Walk Away From the World | 1:27      |           |           |           |           |           |           |           |
| 2.        | Greater Distance         | 2:26      |           |           |           |           |           |           |           |
| 3.        | Between the Lines        | 3:23      |           |           |           |           |           |           |           |
| 4.        | Unspoken                 | 3:43      |           |           |           |           |           |           |           |
| 5.        | Overlooked               | 3:05      |           |           |           |           |           |           |           |
| 6.        | Chrono                   | 3:31      |           |           |           |           |           |           |           |
| 7.        | The Conflict             | 4:00      |           |           |           |           |           |           |           |
| 8.        | Downbeat                 | 3:15      |           |           |           |           |           |           |           |
| 9.        | The Returner             | 1:06      |           |           |           |           |           |           |           |
| 10.       | Through the Cracks       | 3:13      |           |           |           |           |           |           |           |
| 11.       | Truth and Temper         | 8:48      |           |           |           |           |           |           |           |
| 37:58     |                          |           |           |           |           |           |           |           |           |

## Membres
- Jonathan Vigil - Chant
- Aaron Brooks - Guitare, chœurs
- Soyer Cole - Guitare
- Tyler Watamanuk - Basse
- KC Stockbridge- Batterie, percussions, chœurs